# ミミ萩原
ミミ萩原（ミミはぎわら、1956年（昭和31年）2月6日 - ）は、東京都出身の日本の元歌手・女優・タレント・女子プロレスラー、ヒーラー。歌手・アイドル時代の旧芸名はミミ。現在は本名を萩原ミミに改名。
1989年4月13日「株式会社アクターズ水の舞」を立ちあげ、ミュージカルを中心とした舞台公演などの芸能活動を行っている。
2019年3月1日「一般社団法人主炎（SHOUEN）」を立ちあげ、国内外での様々な支援活動を行い、自身で設立したNPO法人の平和大使をしている（両団体とも、広島県内での設立）。

## 経歴
- 祖父はフランス系スイス人[4][注釈 1]。芸名の「ミミ」または「ミミー」は幼少期の愛称であった[5]。
- 15歳までスイスに居住し、帰国後は調布アメリカンスクール卒業。英語とフランス語が堪能[5][6][4]。幼い頃は獣医を志していた。
- 1972年（昭和47年）『仮面ライダー』（毎日放送）のライダーガールズのひとりチョコ役（70 - 98話）でデビュー（クレジットはミミー）。
- 1973年日本コロムビアよりミミの名で歌手デビュー[6]。デビュー曲は「おしゃれな土曜日」[5][6]。キャッチフレーズは「かわいいシャトン」であった[7]。同時に前武のヤングアップ（現テレビ朝日毎週土曜17:00～モデルのエルザと共に番組アシスタント）レギュラー出演。他「恋人たちの森」「恋愛志願」「水色の予感」の3枚のシングルと1枚のアルバム『かわいいシャトン』を出し、『8時だョ!全員集合』にも何度か登場した。
- その後、『プレイガールQ』、『あんちゃん』などのテレビ・ドラマに出演。
- ビューティ・ペアの人気が爆発した1978年、アイドル歌手から女子プロレスラーに転身、全日本女子プロレスに入団し[6]、大きな話題を呼んだ。転向理由は「芸能界は足の引っ張り合いが激しくて、それがイヤになってやめた」と説明した[4]。格闘技は子供のころから好きだったという[4]。
- ミミ萩原のリングネームで、1978年2月6日大阪府立体育館大会にて、横田利美（後のジャガー横田）戦でプロレスデビュー[8]。「タレント上がりはダメ」という陰口どおり、デビュー戦を皮切りに前座試合で連戦連敗を続け、87連敗という連敗記録をうち立てる[4][9][10]。1981年まではまったく芽が出ず、この時期は試合ではなく外国人レスラーの通訳としてテレビ中継に登場することもしばしばあった。
- 1980年にアメリカに渡り、ロバート・アルドリッチ監督、ピーター・フォーク主演の『カリフォルニア・ドールズ』に出演。この映画はロードムービーの名作として有名である。
- 1980年暮れから、元ボクサーのコーチが付き体力を増強、体重も60キログラムオーバーさせる[4]。
- 1981年2月、横浜文化体育館で悪の実力者・池下ユミの保持するオールパシフィック王座に挑戦。強引なスモールパッケージホールドで王座を奪取する。前年の試合中にアクシデントで欠けた尾骶骨の一部が体内にあり、腰のヘルニアも悪化していたため引退を勧告されていたが、全日本女子プロレスの主要スタッフ松永国松によるハードなボクシング式トレーニングで見事再起。体重を10kg近く増加させて臨んだ最後のチャンスをモノにした。同じ日にジャガー横田がビューティ・ペアのジャッキー佐藤を破り、WWWA世界シングルチャンピオンとなった。この日を境に女子プロレス界の世代交代が行われ、敗れたジャッキー、池下は同年中に引退。悪役スターとしては同時期にデビル雅美が台頭し、池下のポジションを受け継ぐ。これによりジャガー、ミミ、デビルのトロイカ体制が誕生。数年後の、クラッシュギャルズによる女子プロレスブームに至る礎を築き上げる。
- 1981年より数年間、看板選手として会社側からの売り出しがかけられるようになる。露出度が高く、サポーターさえ着用できないハイレグ水着で試合を敢行するセクシー路線を確立。賛否両論を呼んだ。相手に痛めつけられる苦悶の表情は世代を超え、いまなおカルト的な人気を誇っている。この時代の女子プロレスはヒールが8割方攻めてベビーフェイスが一発逆転で勝利を収めるというパターンが多く見られたが、これはミミの持ち味を最大限に活かすために、選手全体で練り上げられた、ひとつの様式といえる。
  - その美貌とセクシーさゆえに、試合会場ではリングインしようとする彼女に対するセクハラ行為がかなり酷く、本人もガードするレスラーたちも相当な苦労をしたことを後に語っている。ミミによると、胸やお尻を触られるのは日常茶飯事、酷い時には股間の中に手を入れられてしまったこともあるという。
- 1981年9月、オレンジハウスから「ミミ萩原」名義でシングルレコード「スタンド・アップ」発売[4]。試合前に歌と踊りをリングで披露するというビューティ・ペア路線を踏襲。
- 1981年11月23日、「東大なんでもNo1」コンテスト"女子プロスポーツの部No1"に選ばれるなど、若者の注目を浴びる[4]。
- 1982年、女子プロレスラーとしては史上初のヌード写真集『燃える青春』が愛宕書房より発売される。また講談社よりエッセイ『美しき夢色の日々』も発売される。
- 1984年4月1日、タランチェラ戦を最後に引退。元祖ビジュアル系女子プロレスラーとして大きな役割を果たした。
- ミミ萩原時代にもレコードを出しており、「セクシーパンサー」、「セクシー IN THE NIGHT」、「愛（アイリーン）鈴」、「スタンド・アップ」がある。
- その後、タレント・女優業に復帰しドラマ、舞台出演や、ヌードグラビアのモデルなどをする。
- 1988年に、松永家長男の息子、松永吉孝と結婚をしたが「夫が長男で跡継ぎをもうけなければいけない。私は女子プロレスで内臓を痛めているので出産が出来ない」と涙の会見を行い、2年半で離婚している。
- 1993年（平成5年）にスピリチュアルな声を聞き広島市に転居。リトル・ペブルの「聖シャーベル修道会」の活動や、新興宗教「マリアン・オーソドックス・カトリック・チャーチ」の設立などに関わる。[11][9]
- 1995年3月、会社員と結婚。二児をもうける。2011年には養子も取る。
- 2005年、盟友ジャガー横田[8]の呼びかけで、12月4日新宿FACE大会で、約20年ぶりにリング復帰（歌とライブパフォーマンス）した。
- 2012年、離婚。
- その後は、広島県を中心にアティーナダンスカンパニーを主催[6]。歌手、ダンサーとして「アティーナ」「萩原ミミ」の名前で、ライブ活動を行い、歌にダンスに幅広く活動をしている。ミミ自身は自らのダンスをアクロバティックダンスと称し男性ダンサーが女性ダンサーをリフトし回したり、ミミ自身、男性ダンサーの肩に立ち上がったり、命綱無しでのパフォーマンスを行っている。

## プロレスラーとしての活動

### タイトル歴
- WWWA世界タッグ王座（パートナーは大森ゆかり）
- オールパシフィック王座

### 得意技
ミミ・スペシャル
ロープワークで相手を反転させ、体の背面でなく正面がロープに当たるようコントロールした後、反動で戻った相手を一気に肩口まで担ぎ上げて後方に叩きつける、高角度バックドロップ。後年井上貴子がオーロラ・スペシャルの名で引き継ぐ。
フライング・ヘッドシザース
回転エビ固め
腕力のないミミが相手の肩口に飛び乗るなどさまざまなパターンで多用した、スタンダードな逆転技。テレビ中継の際ミミがこの技を繰り出すと、アナウンサーの志生野温夫が「ミミの十八番!!」と叫びながら実況した。
ビーナス固め
腕力のないミミが大型の選手を担ぎ上げずに仕留めるため考案し、1983年頃から多用し始めたオリジナル・ホールド。サソリ固めと同じ要領で相手の足を取るが、ステップオーバーはせず、相手の足に絡めている足を、相手の首とマットの間に差し入れる。相手は首を動かせない状態で足首を極められる。当初はギブアップ技だったが、かけられた方が身動きをとりにくいこともあり、レフェリーもカウントを採用するようになった。

## 主な芸能活動

### テレビ番組
- 仮面ライダー 第70話 - 第98話（1972年） - チョコ 役
- プレイガールQ （1974年 - 1976年、東京12チャンネル、東映） - ミミ 役
- 新大江戸捜査網 第22話「恐怖! 妖女軍団」（1984年9月1日、テレビ東京） - 加納安之助（美津）役

### 映画
- カリフォルニア・ドールズ - 芸者1

### ミュージカル
- 「ノートルダムの愛」（2002年）
- 「愛〜永遠に」inロシア:モスクワ（2003年10月）
- 「聖母の四銃士」（2003年12月）
- 「竹取物語」（2004年2月）
- 「鶴の恩返し」（2004年5月）
- 「命燃やして．．．ロミオとジュリエット」（2004年8月）
- 創作ミュージカルinロシア: モスクワ（2004年10月）
- 「時を超えた愛」（2004年12月）
- TeaTimeConcert「白鳥の湖」（2012年）
- 「時を超えた愛PartII」（2013年）
- 「エスメラルダ〜神々のDNA〜」（2014年）

### CM
- ダイキン工業「暖・冷房エアコン 黒潮」（1983年、アブドーラ・ザ・ブッチャーと共演[注釈 2][12]）

### 著書
- 美しき夢色の日々-ミミ萩原・白書（1982年7月1日、講談社）
- 闘う預言者ミミ萩原 天からの警告（2014年2月24日、コスモトゥワン）

## ディスコグラフィ

### シングル
| #              | 発売日          | A/B面          | タイトル                 | 作詞           | 作曲           | 編曲           | 規格品番       |
| ミミ 名義      | ミミ 名義       | ミミ 名義      | ミミ 名義                | ミミ 名義      | ミミ 名義      | ミミ 名義      | ミミ 名義      |
| 日本コロムビア | 日本コロムビア  | 日本コロムビア | 日本コロムビア           | 日本コロムビア | 日本コロムビア | 日本コロムビア | 日本コロムビア |
| -------------- | --------------- | -------------- | ------------------------ | -------------- | -------------- | -------------- | -------------- |
| 1              | 1973年 10月10日 | A面            | おしゃれな土曜日         | 安井かずみ     | 葵まさひこ     | 葵まさひこ     | P-310          |
| 1              | 1973年 10月10日 | B面            | 憧れ                     | 安井かずみ     | 葵まさひこ     | 葵まさひこ     | P-310          |
| 2              | 1974年 2月10日  | A面            | 恋人たちの森             | 山口あかり     | 葵まさひこ     | 葵まさひこ     | P-330          |
| 2              | 1974年 2月10日  | B面            | つぶやき                 | 山口あかり     | 葵まさひこ     | 葵まさひこ     | P-330          |
| 3              | 1974年 6月      | A面            | 恋愛志願                 | 有馬三恵子     | 井上忠夫       | 井上忠夫       | P-354          |
| 3              | 1974年 6月      | B面            | 渚の予感                 | 有馬三恵子     | 井上忠夫       | 井上忠夫       | P-354          |
| 4              | 1974年 9月      | A面            | 水色の予感               | 橋本淳         | 井上忠夫       | 高田弘         | P-371          |
| 4              | 1974年 9月      | B面            | 恋の部屋                 | 橋本淳         | 井上忠夫       | 高田弘         | P-371          |
| 5              | 1975年 6月      | A面            | 別れのワルツ             | なかにし礼     | 三木たかし     | 三木たかし     | P-409          |
| 5              | 1975年 6月      | B面            | プロポーズ作戦           | なかにし礼     | 三木たかし     | 三木たかし     | P-409          |
| ミミ萩原 名義  |                 |                |                          |                |                |                |                |
| オレンジハウス |                 |                |                          |                |                |                |                |
| 6              | 1981年 7月21日  | A面            | スタンド・アップ         | 岡田冨美子     | 長戸大幸       | 中島正雄       | ORF-1009       |
| 6              | 1981年 7月21日  | B面            | ワン・ナイト・メモリー   | 岡田冨美子     | 長戸大幸       | 中島正雄       | ORF-1009       |
| 7              | 1982年 2月      | A面            | ブロードウェイ・ドリーム | シミズ・ヤスオ | シミズ・ヤスオ | 佐藤準         | ORF-1016       |
| 7              | 1982年 2月      | B面            | 愛鈴                     | 斉門はし羅     | 斉門はし羅     | 治美平         | ORF-1016       |
| CLIMAX RECORDS |                 |                |                          |                |                |                |                |
| 8              | 1982年 12月     | A面            | セクシー IN THE NIGHT    | 斉門はし羅     | 斉門はし羅     | 馬飼野俊一     | CMA-2038       |
| 8              | 1982年 12月     | B面            | Burning My Love          | シミズ・ヤスオ | シミズ・ヤスオ | 佐藤準         | CMA-2038       |
| ミノルフォン   |                 |                |                          |                |                |                |                |
| 9              | 1983年 11月     | A面            | セクシーパンサー         | 石原信一       | 馬飼野康二     | 馬飼野康二     | KA-2113        |
| 9              | 1983年 11月     | B面            | サバンナ物語             | 石原信一       | 馬飼野康二     | 馬飼野康二     | KA-2113        |

### アルバム

#### オムニバス・アルバム
- リングの女神達〜女子プロスーパースター列伝〜（2013年6月5日／TKCA-73907）
  - 「セクシー IN THE NIGHT」「セクシーパンサー」収録。